# 伝染性漿膜炎
伝染性漿膜炎（でんせんせいしょうまくえん、英:transmissible serositis）とはChlamydophila pecorum感染を原因とするヒツジの感染症。輸送などのストレスが発症原因となり、元気消失、発熱、咳、下痢などの症状を示し、Arcanobacterium pyogenes、Pasteurella multocidaなどとの混合感染により病勢は悪化する。治療にはテトラサイクリン系抗生物質が使用され、ワクチンはない。